# Championnat d'Asie de football des moins de 17 ans 2004
Navigation
Émirats arabes unis 2002 Singapour 2006
Le Championnat d'Asie de football des moins de 17 ans 2004 est la onzième édition du Championnat d'Asie de football des moins de 17 ans qui a eu lieu au Japon du 4 au 18 septembre 2004. L'équipe de Iran, championne d'Asie lors de l'édition précédente, peut y défendre son titre après avoir réussi à passer les éliminatoires. Ce tournoi sert de qualification pour la prochaine Coupe du monde des moins de 17 ans, qui aura lieu au Pérou durant l'été 2005 : les 2 finalistes ainsi que le vainqueur du match pour la 3e place seront directement qualifiés pour le tournoi mondial.
À partir de cette édition, ce ne sont plus 12 mais 16 sélections qui sont qualifiées pour le tournoi continental.

## Qualification
À la suite du scandale de tricherie survenue à la fin de l'édition 2002, les sélections du Pakistan et du Yémen sont suspendues et ne peuvent prendre part aux éliminatoires pour l'édition 2004.

Les sélections asiatiques, à l'exception du Japon, organisateur du tournoi final et donc exempt, sont réparties en 15 poules géographiques. Seul le premier de chacune de ces poules est qualifiée pour la phase finale.

### Poule 1
| Équipe 1 | Résultat | Équipe 2 | Aller | Retour |
| -------- | -------- | -------- | ----- | ------ |
| Koweït   | 4 - 3    | Jordanie | 2 - 1 | 2 - 2  |

### Poule 2
- Matchs disputés au sultanat d'Oman :

| Équipe 1 | Résultat | Équipe 2  | Aller | Retour |
| -------- | -------- | --------- | ----- | ------ |
| Oman     | 10 - 0   | Palestine | 5 - 0 | 5 - 0  |

### Poule 3
- Matchs disputés en Arabie saoudite :

| Rang | Équipe              | Pts | J | G | N | P | Bp | Bc | Diff |  | Résultats (▼ dom., ► ext.) |  |     |     |
| ---- | ------------------- | --- | - | - | - | - | -- | -- | ---- |  | -------------------------- |  | --- | --- |
| 1    | Irak                | 6   | 2 | 2 | 0 | 0 | 5  | 2  | +3   |  | Irak                       |  | 4-2 | 1-0 |
| 2    | Émirats arabes unis | 3   | 2 | 1 | 0 | 1 | 3  | 4  | -1   |  | Émirats arabes unis        |  |     | 1-0 |
| 3    | Arabie saoudite     | 0   | 2 | 0 | 0 | 2 | 0  | 2  | -2   |  | Arabie saoudite            |  |     |     |

### Poule 4
- Matchs disputés au Qatar :

| Rang | Équipe  | Pts | J | G | N | P | Bp | Bc | Diff |  | Résultats (▼ dom., ► ext.) |  |     |     |
| ---- | ------- | --- | - | - | - | - | -- | -- | ---- |  | -------------------------- |  | --- | --- |
| 1    | Qatar   | 6   | 2 | 2 | 0 | 0 | 13 | 1  | +12  |  | Qatar                      |  | 4-1 | 9-0 |
| 2    | Bahreïn | 3   | 2 | 1 | 0 | 1 | 2  | 4  | -2   |  | Bahreïn                    |  |     | 1-0 |
| 3    | Liban   | 0   | 2 | 0 | 0 | 2 | 0  | 10 | -10  |  | Liban                      |  |     |     |

### Poule 5
- Matchs disputés en Iran :

| Rang | Équipe       | Pts | J | G | N | P | Bp | Bc | Diff |  | Résultats (▼ dom., ► ext.) |  |     |     |
| ---- | ------------ | --- | - | - | - | - | -- | -- | ---- |  | -------------------------- |  | --- | --- |
| 1    | Iran         | 6   | 2 | 2 | 0 | 0 | 8  | 4  | +4   |  | Iran                       |  | 4-2 | 4-2 |
| 2    | Turkménistan | 3   | 2 | 1 | 0 | 1 | 6  | 7  | -1   |  | Turkménistan               |  |     | 4-3 |
| 3    | Tadjikistan  | 0   | 2 | 0 | 0 | 1 | 5  | 8  | -3   |  | Tadjikistan                |  |     |     |

### Poule 6
- Matchs disputés à New Delhi en Inde :

| Rang | Équipe      | Pts | J | G | N | P | Bp | Bc | Diff |  | Résultats (▼ dom., ► ext.) |  | Drapeau du Népal |     |
| ---- | ----------- | --- | - | - | - | - | -- | -- | ---- |  | -------------------------- |  | ---------------- | --- |
| 1    | Inde        | 4   | 2 | 1 | 1 | 0 | 5  | 1  | +4   |  | Inde                       |  | 1-1              | 4-0 |
| 2    | Népal       | 4   | 2 | 1 | 1 | 0 | 3  | 1  | +2   |  | Népal                      |  |                  | 2-0 |
| 3    | Afghanistan | 0   | 2 | 0 | 0 | 2 | 0  | 6  | -6   |  | Afghanistan                |  |                  |     |

### Poule 7
- Matchs disputés en Ouzbékistan :

| Rang | Équipe      | Pts | J | G | N | P | Bp | Bc | Diff |  | Résultats (▼ dom., ► ext.) |  |     |     |
| ---- | ----------- | --- | - | - | - | - | -- | -- | ---- |  | -------------------------- |  | --- | --- |
| 1    | Ouzbékistan | 6   | 2 | 2 | 0 | 0 | 10 | 1  | +9   |  | Ouzbékistan                |  | 4-1 | 6-0 |
| 2    | Sri Lanka   | 3   | 2 | 1 | 0 | 1 | 4  | 4  | 0    |  | Sri Lanka                  |  |     | 3-0 |
| 3    | Bhoutan     | 0   | 2 | 0 | 0 | 2 | 0  | 9  | -9   |  | Bhoutan                    |  |     |     |

### Poule 8
- Matchs disputés au Bangladesh :

| Équipe 1   | Résultat | Équipe 2     | Aller | Retour |
| ---------- | -------- | ------------ | ----- | ------ |
| Bangladesh | 3 - 0    | Kirghizistan | 1 - 0 | 2 - 0  |

### Poule 9
| Rang | Équipe                 | Pts | J | G | N | P | Bp | Bc | Diff |  | Résultats (▼ dom., ► ext.) |     |     |
| ---- | ---------------------- | --- | - | - | - | - | -- | -- | ---- |  | -------------------------- | --- | --- |
| 1    | Thaïlande              | 6   | 2 | 2 | 0 | 0 | 7  | 1  | +6   |  | Thaïlande                  |     | 4-0 |
| 2    | Singapour              | 0   | 2 | 0 | 0 | 2 | 1  | 7  | -6   |  | Singapour                  | 1-3 |     |
| 3    | Timor oriental forfait |     |   |   |   |   |    |    |      |  |                            |     |     |

### Poule 10
- Matchs disputés au Laos :

| Rang | Équipe   | Pts | J | G | N | P | Bp | Bc | Diff |  | Résultats (▼ dom., ► ext.) |  |     |     |
| ---- | -------- | --- | - | - | - | - | -- | -- | ---- |  | -------------------------- |  | --- | --- |
| 1    | Laos     | 6   | 2 | 2 | 0 | 0 | 8  | 0  | +8   |  | Laos                       |  | 2-0 | 6-0 |
| 2    | Birmanie | 3   | 2 | 1 | 0 | 1 | 3  | 2  | +1   |  | Birmanie                   |  |     | 3-0 |
| 3    | Maldives | 0   | 2 | 0 | 0 | 2 | 0  | 9  | -9   |  | Maldives                   |  |     |     |

### Poule 11
- Matchs disputés au Vietnam :

| Rang | Équipe      | Pts | J | G | N | P | Bp | Bc | Diff |  | Résultats (▼ dom., ► ext.) |  |     |     |
| ---- | ----------- | --- | - | - | - | - | -- | -- | ---- |  | -------------------------- |  | --- | --- |
| 1    | Viêt Nam    | 6   | 2 | 2 | 0 | 0 | 10 | 0  | +10  |  | Viêt Nam                   |  | 4-0 | 6-0 |
| 2    | Cambodge    | 3   | 2 | 1 | 0 | 1 | 4  | 6  | -2   |  | Cambodge                   |  |     | 4-2 |
| 3    | Philippines | 0   | 2 | 0 | 0 | 2 | 2  | 10 | -8   |  | Philippines                |  |     |     |

### Poule 12
| Rang | Équipe         | Pts | J | G | N | P | Bp | Bc | Diff |  | Résultats (▼ dom., ► ext.) |     |     |
| ---- | -------------- | --- | - | - | - | - | -- | -- | ---- |  | -------------------------- | --- | --- |
| 1    | Malaisie       | 4   | 2 | 1 | 1 | 0 | 4  | 2  | +2   |  | Malaisie                   |     | 3-1 |
| 2    | Indonésie      | 1   | 2 | 0 | 1 | 1 | 2  | 4  | -2   |  | Indonésie                  | 1-1 |     |
| 3    | Brunei forfait |     |   |   |   |   |    |    |      |  |                            |     |     |

### Poule 13
- Matchs disputés en Corée du Sud :

| Rang | Équipe       | Pts | J | G | N | P | Bp | Bc | Diff |  | Résultats (▼ dom., ► ext.) |  |      |      |
| ---- | ------------ | --- | - | - | - | - | -- | -- | ---- |  | -------------------------- |  | ---- | ---- |
| 1    | Corée du Sud | 6   | 2 | 2 | 0 | 0 | 28 | 0  | +28  |  | Corée du Sud               |  | 10-0 | 18-0 |
| 2    | Hong Kong    | 3   | 2 | 1 | 0 | 1 | 7  | 12 | -5   |  | Hong Kong                  |  |      | 7-2  |
| 3    | Guam         | 0   | 2 | 0 | 0 | 2 | 2  | 25 | -23  |  | Guam                       |  |      |      |

### Poule 14
- Matchs disputés en Corée du Nord :

| Équipe 1      | Résultat | Équipe 2 | Aller | Retour |
| ------------- | -------- | -------- | ----- | ------ |
| Corée du Nord | 20 - 0   | Mongolie | 9 - 0 | 11 - 0 |

### Poule 15
- Matchs disputés en Chine :

| Rang | Équipe | Pts | J | G | N | P | Bp | Bc | Diff |  | Résultats (▼ dom., ► ext.) |  |     |      |
| ---- | ------ | --- | - | - | - | - | -- | -- | ---- |  | -------------------------- |  | --- | ---- |
| 1    | Chine  | 6   | 2 | 2 | 0 | 0 | 30 | 0  | +30  |  | Chine                      |  | 7-0 | 23-0 |
| 2    | Taïwan | 3   | 2 | 1 | 0 | 1 | 8  | 7  | +1   |  | Taïwan                     |  |     | 8-0  |
| 3    | Macao  | 0   | 2 | 0 | 0 | 2 | 0  | 31 | -31  |  | Macao                      |  |     |      |

## Équipes participantes
| - Japon - Organisateur - Chine - Thaïlande - Corée du Nord | - Corée du Sud - Tenant du titre - Oman - Laos - Viêt Nam | - Iran - Inde - Koweït - Malaisie | - Ouzbékistan - Bangladesh - Qatar - Irak |

## Premier tour
Les 16 équipes participantes sont réparties en 4 poules de 4. Au sein de la poule, chaque équipe rencontre ses adversaires une fois. À l'issue des rencontres, les 2 premiers de chaque poule se qualifient pour la phase finale de la compétition, disputée en quarts, demies et finale. 

### Groupe A
|   | Équipe        | Pts | J | G | N | P | BP | BC | Diff |
| - | ------------- | --- | - | - | - | - | -- | -- | ---- |
| 1 | Chine         | 6   | 3 | 2 | 0 | 1 | 5  | 5  | 0    |
| 2 | Corée du Nord | 4   | 3 | 1 | 1 | 1 | 5  | 3  | +2   |
| 3 | Japon         | 4   | 3 | 1 | 1 | 1 | 4  | 3  | +1   |
| 4 | Thaïlande     | 3   | 3 | 1 | 0 | 2 | 4  | 7  | -3   |

| 4 septembre | Chine         | 2 | 1 | Thaïlande     |
|             | Corée du Nord | 0 | 0 | Japon         |
| 6 septembre | Chine         | 2 | 1 | Corée du Nord |
|             | Thaïlande     | 2 | 1 | Japon         |
| 8 septembre | Chine         | 1 | 3 | Japon         |
|             | Corée du Nord | 4 | 1 | Thaïlande     |

### Groupe B
|   | Équipe       | Pts | J | G | N | P | BP | BC | Diff |
| - | ------------ | --- | - | - | - | - | -- | -- | ---- |
| 1 | Corée du Sud | 9   | 3 | 3 | 0 | 0 | 12 | 0  | +12  |
| 2 | Oman         | 6   | 3 | 2 | 0 | 1 | 4  | 4  | 0    |
| 3 | Laos         | 3   | 3 | 1 | 0 | 2 | 2  | 11 | -9   |
| 4 | Viêt Nam     | 0   | 3 | 0 | 0 | 3 | 2  | 5  | -3   |

| 4 septembre | Corée du Sud | 3 | 0 | Oman     |
|             | Laos         | 2 | 1 | Viêt Nam |
| 6 septembre | Oman         | 2 | 1 | Viêt Nam |
|             | Corée du Sud | 8 | 0 | Laos     |
| 8 septembre | Corée du Sud | 1 | 0 | Viêt Nam |
|             | Oman         | 2 | 0 | Laos     |

### Groupe C
|   | Équipe   | Pts | J | G | N | P | BP | BC | Diff |
| - | -------- | --- | - | - | - | - | -- | -- | ---- |
| 1 | Iran     | 9   | 3 | 3 | 0 | 0 | 9  | 1  | +8   |
| 2 | Koweït   | 4   | 3 | 1 | 1 | 1 | 3  | 4  | -1   |
| 3 | Inde     | 3   | 3 | 1 | 0 | 2 | 3  | 4  | -1   |
| 4 | Malaisie | 0   | 3 | 0 | 0 | 3 | 1  | 7  | -6   |

| 5 septembre | Iran   | 1 | 0 | Inde     |
|             | Koweït | 0 | 0 | Malaisie |
| 7 septembre | Iran   | 5 | 0 | Malaisie |
|             | Koweït | 2 | 1 | Inde     |
| 9 septembre | Inde   | 2 | 1 | Malaisie |
|             | Iran   | 3 | 1 | Koweït   |

### Groupe D
|   | Équipe      | Pts | J | G | N | P | BP | BC | Diff |
| - | ----------- | --- | - | - | - | - | -- | -- | ---- |
| 1 | Qatar       | 7   | 3 | 2 | 1 | 0 | 9  | 3  | +6   |
| 2 | Irak        | 6   | 3 | 2 | 0 | 1 | 7  | 3  | +4   |
| 3 | Ouzbékistan | 2   | 3 | 0 | 2 | 1 | 4  | 7  | -3   |
| 4 | Bangladesh  | 1   | 3 | 0 | 1 | 2 | 3  | 10 | -7   |

| 5 septembre | Qatar       | 1 | 0 | Irak        |
|             | Ouzbékistan | 1 | 1 | Bangladesh  |
| 7 septembre | Qatar       | 6 | 1 | Bangladesh  |
|             | Irak        | 4 | 1 | Ouzbékistan |
| 9 septembre | Irak        | 3 | 1 | Bangladesh  |
|             | Qatar       | 2 | 2 | Ouzbékistan |

## Phase finale
|  | Quarts de finale | Quarts de finale | Quarts de finale | Quarts de finale |                      |                      | Demi-finales | Demi-finales | Demi-finales                  | Demi-finales                  |                               |                               | Finale                  | Finale                  | Finale                  | Finale                  |
|  |                  |                  |                  |                  |                      |                      |              |              |                               |                               |                               |                               |                         |                         |                         |                         |
|  | 12 septembre     | 12 septembre     | 12 septembre     | 12 septembre     |                      |                      | 15 septembre | 15 septembre | 15 septembre                  | 15 septembre                  |                               |                               | 18 septembre - Shizuoka | 18 septembre - Shizuoka | 18 septembre - Shizuoka | 18 septembre - Shizuoka |
|  | 12 septembre     | 12 septembre     | 12 septembre     | 12 septembre     |                      |                      | 15 septembre | 15 septembre | 15 septembre                  | 15 septembre                  |                               |                               | 18 septembre - Shizuoka | 18 septembre - Shizuoka | 18 septembre - Shizuoka | 18 septembre - Shizuoka |
|  | Qatar            | Qatar            | 4                | 4                |                      |                      | 15 septembre | 15 septembre | 15 septembre                  | 15 septembre                  |                               |                               | 18 septembre - Shizuoka | 18 septembre - Shizuoka | 18 septembre - Shizuoka | 18 septembre - Shizuoka |
|  | Qatar            | Qatar            | 4                | 4                |                      |                      | 15 septembre | 15 septembre | 15 septembre                  | 15 septembre                  |                               |                               | 18 septembre - Shizuoka | 18 septembre - Shizuoka | 18 septembre - Shizuoka | 18 septembre - Shizuoka |
|  | Koweït           | Koweït           | 3                | 3                |                      |                      | 15 septembre | 15 septembre | 15 septembre                  | 15 septembre                  |                               |                               | 18 septembre - Shizuoka | 18 septembre - Shizuoka | 18 septembre - Shizuoka | 18 septembre - Shizuoka |
|  | Koweït           | Koweït           | 3                | 3                | Qatar                | Qatar                | 0            | 0            |                               |                               |                               |                               | 18 septembre - Shizuoka | 18 septembre - Shizuoka | 18 septembre - Shizuoka | 18 septembre - Shizuoka |
|  | 12 septembre     |                  |                  |                  | Qatar                | Qatar                | 0            | 0            |                               |                               |                               |                               | 18 septembre - Shizuoka | 18 septembre - Shizuoka | 18 septembre - Shizuoka | 18 septembre - Shizuoka |
|  |                  |                  | Chine            | Chine            | 3                    | 3                    |              |              |                               |                               |                               |                               | 18 septembre - Shizuoka | 18 septembre - Shizuoka | 18 septembre - Shizuoka | 18 septembre - Shizuoka |
|  | Chine            | Chine            | Chine            | Chine            | 3                    | 3                    | 1            | 1            |                               |                               |                               |                               | 18 septembre - Shizuoka | 18 septembre - Shizuoka | 18 septembre - Shizuoka | 18 septembre - Shizuoka |
|  | Chine            | Chine            | 15 septembre     |                  |                      |                      | 1            | 1            |                               |                               |                               |                               | 18 septembre - Shizuoka | 18 septembre - Shizuoka | 18 septembre - Shizuoka | 18 septembre - Shizuoka |
|  | Oman             | Oman             | 0                | 0                |                      |                      |              |              |                               |                               |                               |                               | 18 septembre - Shizuoka | 18 septembre - Shizuoka | 18 septembre - Shizuoka | 18 septembre - Shizuoka |
|  | Oman             | Oman             | 0                | 0                | Chine                | Chine                | 1            | 1            |                               |                               |                               |                               |                         |                         |                         |                         |
|  | 12 septembre     |                  |                  |                  | Chine                | Chine                | 1            | 1            |                               |                               |                               |                               |                         |                         |                         |                         |
|  |                  |                  | Corée du Nord    | Corée du Nord    | 0                    | 0                    |              |              |                               |                               |                               |                               |                         |                         |                         |                         |
|  | Corée du Sud     | Corée du Sud     | Corée du Nord    | Corée du Nord    | 0                    | 0                    | 0            | 0            |                               |                               |                               |                               |                         |                         |                         |                         |
|  | Corée du Sud     | Corée du Sud     |                  |                  |                      |                      |              |              |                               |                               |                               |                               |                         |                         |                         |                         |
|  | Corée du Nord    | Corée du Nord    | 1                | 1                |                      |                      |              |              |                               |                               |                               |                               |                         |                         |                         |                         |
|  | Corée du Nord    | Corée du Nord    | 1                | 1                | Corée du Nord t.a.b. | Corée du Nord t.a.b. | 0 (7)        | 0 (7)        | Match pour la troisième place | Match pour la troisième place | Match pour la troisième place | Match pour la troisième place |                         |                         |                         |                         |
|  | 12 septembre     |                  |                  |                  | Corée du Nord t.a.b. | Corée du Nord t.a.b. | 0 (7)        | 0 (7)        | Match pour la troisième place | Match pour la troisième place | Match pour la troisième place | Match pour la troisième place |                         |                         |                         |                         |
|  |                  |                  | Iran             | Iran             | 0 (6)                | 0 (6)                |              |              | 18 septembre                  | 18 septembre                  | 18 septembre                  | 18 septembre                  |                         |                         |                         |                         |
|  | Iran             | Iran             | Iran             | Iran             | 0 (6)                | 0 (6)                | 3            | 3            | 18 septembre                  | 18 septembre                  | 18 septembre                  | 18 septembre                  |                         |                         |                         |                         |
|  | Iran             | Iran             |                  |                  |                      |                      |              | 3            |                               |                               | Qatar                         | Qatar                         | 2                       | 2                       |                         |                         |
|  | Irak             | Irak             | 0                | 0                |                      |                      |              |              |                               |                               | Qatar                         | Qatar                         | 2                       | 2                       |                         |                         |
|  | Irak             | Irak             | 0                | 0                | Iran                 | Iran                 | 1            | 1            |                               |                               |                               |                               |                         |                         |                         |                         |
|  |                  |                  |                  |                  |                      |                      |              |              |                               |                               |                               |                               |                         |                         |                         |                         |

### Quarts de finale
| 12 septembre 2004 | Qatar                                    | 4 - 3 | Koweït                                    |  |  |
|                   | Ali 5e, 38e · Ibrahim 8e · Abdulraab 69e |       | Al Enezi 49e · Al Banna 56e · Al Buti 64e |  |  |

| 12 septembre 2004 | Chine         | 1 - 0 | Oman |  |
|                   | Zhu Yifan 47e |       |      |  |

| 12 septembre 2004 | Corée du Sud | 0 - 1 | Corée du Nord    |  |
|                   |              |       | Pak Chul-min 37e |  |

| 12 septembre 2004 | Iran                         | 3 - 0 | Irak |  |
|                   | Eipakchi 8e · Yanpi 60e, 68e |       |      |  |

### Demi-finales
| 15 septembre 2004 | Qatar | 0 - 3 | Chine                            |  |
|                   |       |       | Yang Xu 14e · Huang Jie 39e, 73e |  |

| 15 septembre 2004 | Corée du Nord   | 0 - 0 t.a.b. | Iran |  |  |
|                   |                 |              |      |  |  |
|                   | Tirs au but 7-6 |              |      |  |  |

### Match pour la3eplace
| 18 septembre 2004 | Qatar          | 2 - 1 | Iran      |  |  |
|                   | Yusef 15e, 47e |       | Amiri 38e |  |  |

### Finale
| 18 septembre 2004 | Chine            | 1 - 0 | Corée du Nord | Fujieda Stadium, Shizuoka |
|                   | Wang Weilong 85e |       |               |                           |

### Équipes qualifiées pour la Coupe du monde
Les trois sélections qualifiées pour la prochaine Coupe du monde sont :
- Chine
- Corée du Nord
- Qatar

## Sources et liens externes